# Клементин, Бенджамин
Бенджамин Сен-Клементин (англ. Benjamin Sainte-Clémentine [bɛndʒəmɪn ˈsən ˈkləməntɪn]; род. 7 декабря 1988) — британский артист, поэт, композитор и музыкант.
Родившись в Лондоне, Клементин позже переехал в Париж, став бездомным уличным музыкантом. Там его выступления помогли ему стать культовой фигурой в музыкальной и арт-сценах. Возвратившись в Лондон, он дебютировал на ТВ в программе BBC «Позже… с Джулсом Холландом» в 2013 году. Там же его окрестили одним из величайших авторов-исполнителей своего поколения, большинство критиков отметили тексты и смысл песен музыканта, характеризовавшие его как человека необыкновенного интеллекта, особый фортепианный стиль и музыкальную харизму на сцене. Тем не менее, они нашли его музыку разножанровой и с трудом относящейся к какому-нибудь определённому жанру. Однако, благодаря его вокальному диапазону, сильному голосу и дикции слушатели небезосновательно сравнивают Бенджамина с Леонардом Коэном и Ниной Симон.

## Юность
Бенджамин родился в 1988 году в Лондоне в семье выходцев из Ганы. Так как родители музыканта были глубоко верующими католиками, Клементин воспитывался в религиозной среде.
В школьные годы он увлекается литературой, в особенности Библией и стихами Вильяма Блейка, Томаса Элиота. Прогуливая школу, Бэн часами сидит в библиотеке, разбирая книги и случайные справочники.
Я увидел девушку в своём классе, у которой было игрушечное пианино.

Я спросил, могу ли я сыграть, но она сказала нет.

Так что я подождал, пока она уйдёт на обед, и забрал пианино домой.

Я играл, я слышал звуки, я просто любил это, и я не понимаю, почему.

На следующий день я, конечно же, принес его обратно,

после небольшой ссоры с родителями.

Возможно я совершил преступление, но это был один из лучших и

незабываемых моментов в моей жизни.
Старший брат Джозеф покупает пианино, когда Бенджамину 11 лет, и даёт ему частенько поиграть после своих занятий. Джозеф развивает музыкальный вкус брата. И Бенджамин вскоре обнаруживает сильную склонность к музыке, что не очень нравится его отцу, который всегда хотел сделать из него юриста. Он строго запрещает сыну близко подходить к музыкальным инструментам. Но, несмотря на это, Бенджамин продолжает практиковаться в то время, пока родители на работе. Не умея читать ноты, Клементин самостоятельно обучается музыкальной грамоте, подражает произведениям композиторов Клода Дебюсси и Эрика Сати и беспрестранно продолжает играть в течение следующих пяти лет до развода родителей.

### Переезд в Париж
Клементин бросил школу в 16 лет после того, как завалил большинство своих экзаменов, удачно сдав лишь английскую литературу. На этой почве у него произошел конфликт с семьей, и Бенджамин вскоре оказался в Камдентауне, Лондон, бездомным и испытывая психологические и финансовые трудности. В возрасте 19 лет Клементин уезжает в Париж, где проводит несколько лет играя в барах и отелях. На заработанные деньги Бенджамин покупает полуразбитую гитару и дешёвый синтезатор.
В течение следующих трёх лет он уже сочинял песни. Уличный музыкант так и продолжил бы еле сводить концы с концами, если б не был замечен агентом в одном из вечерних представлений. Он знакомит его с другом, а позже становится менеджером Клементина. В 2012 году Бенджамин выступает на Каннском фестивале и знакомится с Лионелем Бенземуном, французским бизнесменом. По его словам, они решили создать Лейбл 'Behind', чтобы Клементин мог записывать свою музыку. В конечном счёте Бенджамин привлёк внимание французской прессы, которая описала его как «английское откровение фестиваля Франкофоли́ де Монреа́ль».
Затем Бенджамин был приглашен на фестиваль Les Rencontres Trans Musicales в Ренне во Франции в декабре 2012 года, где он впервые выступал на большой сцене и сыграл подряд четыре ночи. В итоге Клементин подписал контракт со звукозаписывающими лейблами: Capitol, Virgin EMI и Barclay.

### Трудности
Клементин тесно общался и работал с французским тур-агентом из независимого лейбла и отправился с ним в небольшой тур по Европе, играя в джазовых фестивалях в Монтрё, Франция, Монреале, Канада, и фестивале Eurosonic, Нидерланды, на котором его выступление описали как одно из самых ярких. В результате на следующем фестивале джаза Северного моря в 2013 году в Роттердаме для Клементина забронировали место. Но он не смог туда добраться. По его словам, ему пришлось сойти с поезда по пути в Роттердам из-за отсутствия билета. Денег на билет тоже не хватало — агент не успел оплатить поездку. Позже Клементин заявил, что он попытался добраться в Роттердам пешком, не рассчитав, что расстояние до города было на самом деле 45 км. Попытки поймать попутную машину и проехать автостопом также не увенчались успехом. Ему потребовалось около 10 часов, чтобы завершить путешествие и он вступил на территорию города с кровоточащими пальцами ноги. Когда Бенджамин отправился пешком, он был одет в тапочки, но в какой-то момент решил продолжить прогулку босиком. Но несмотря на это, два года спустя ему предложили другое место на этом же фестивале.
В 2014 году во время съемок своего клипа для «At Least For Now», на Клементина упала груда камней в Ирландии, сильно повредив локоть музыканта. В этот же день он порезал ногу, когда ходил по камням. В марте 2015 года, в середине концерта в Париже, Клементин продолжал выступать, когда из раны на пальце потекла кровь, пока зритель не бросил платок на сцену. Позже музыкант цинично заметил: «вот что происходит, когда вы влюбляетесь; вам больно».

## Дискография
| Альбомы          | Детали                                                        | Позиции в чартах | Позиции в чартах | Позиции в чартах | Позиции в чартах | Позиции в чартах | Позиции в чартах | Позиции в чартах | Сертификация |
| Альбомы          | Детали                                                        | UK               | BEL (Fl)         | BEL (Wa)         | FRA              | ITA              | NED              | SWI              | Сертификация |
| ---------------- | ------------------------------------------------------------- | ---------------- | ---------------- | ---------------- | ---------------- | ---------------- | ---------------- | ---------------- | ------------ |
| At Least for Now | - Выпущен: 12 января 2015 - Label: Behind Records / Barclay   | 37               | 24               | 14               | 7                | 37               | 13               | 22               | - FRA: Gold  |
| I Tell a Fly     | - Выпущен: 29 сентября 2017 - Label: Behind Records / Barclay | —                | 56               | 33               | 39               | —                | —                | 23               |              |
| And I Have Been  | - Выпущен: 28 октября 2022 - Label: Preserve Artists          | —                | —                | —                | —                | —                | —                | —                |              |